# Stier (HSK 6)
Pour les articles homonymes, voir Stier et HSK.
Le Stier (HSK 6) (ou Schiff 23) était un croiseur auxiliaire de la Kriegsmarine. Son nom de Stier provient de la Constellation du Taureau. Il était aussi connu de la Royal Navy par le nom de Raider J.

## Histoire
Il a été lancé de l' Arsenal Germania de  Kiel en 1936 comme navire de commerce du nom de Cairo pour la compagnie maritime Atlas Levant Line (ALL).

Il a été réquisionné par la Kriegsmarine en 1939 pour devenir un raider de commerce et pour cela a subi une refonte au chantier naval Wilron-Fijenoord de Schiedam (Pays-Bas) après avoir été modifié une première fois en mouilleur de mines pour servir en mer Baltique dans l'Opération Seelöwe qui fut abandonnée.
Il a opéré en Atlantique et en Manche. Durant ses missions il a coulé quatre navires totalisant 29.587 tonneaux.
Il a été coulé le 27 septembre 1942 lors d'une bataille avec le Liberty ship  américain SS Stephen Hopkins qui a aussi sombré le même jour.

## Carrière du Stier
| Date              | Nom du navire       | Pays        | Tonnage         | Sort  |
| ----------------- | ------------------- | ----------- | --------------- | ----- |
| 4 juin 1942       | SS Gemme            | Royaume-Uni | 4 986 tonneaux  | Coulé |
| 6 juin 1942       | SS Stanvac Calcutta | Panama      | 10 170 tonneaux | Coulé |
| 9 août 1942       | SS Dalhousie        | Royaume-Uni | 7 250 tonneaux  | Coulé |
| 27 septembre 1942 | SS Stephen Hopkins  | Royaume-Uni | 7 181 tonneaux  | Coulé |